# Ataxia fulvifrons
Ataxia fulvifrons là một loài bọ cánh cứng trong họ Cerambycidae.